# Candie Herbert
Candie Herbert, née le 4 juin 1977 à Seclin dans le Nord, est une footballeuse internationale française ayant évolué au poste d'attaquante.
Elle fait sa première apparition en équipe de France le 14 mai 1994 contre l'Italie    (1-1). Elle a participé au championnat d'Europe en 1997, 2001, 2005 et 2009. Elle compte 83 sélections pour 11 buts en équipe nationale. Elle participe à la qualification de la France pour la Coupe du monde féminine de football 2003.
Elle compte 15 sélections en Équipe de France militaire féminine de football. Elle est médaillée de Bronze🥉aux Jeux mondiaux militaires d'été de 2007 en Inde.

## Statistiques

### En club
Note : Les statistiques sont incomplètes avant 2003.
| Saison                | Club                  | Championnat           | Championnat | Championnat | Coupe(s) nationale(s) | Coupe(s) nationale(s) | Total | Total |
| Saison                | Club                  | Division              | M.          | B.          | M.                    | B.                    | M.    | B.    |
| 2001-2002             | ASJ Soyaux            | Division 1            | 8+          | 11          |                       |                       | 8     | 11    |
| 2002-2003             | ASJ Soyaux            | Division 1            | 6+          | 7           |                       |                       | 6     | 7     |
| 2003-2004             | ASJ Soyaux            | Division 1            | 5           | 3           |                       |                       | 5     | 3     |
| 2004-2005             | ASJ Soyaux            | Division 1            | 14          | 8           | 1+                    | 1                     | 15    | 9     |
| 2005-2006             | ASJ Soyaux            | Division 1            | 21          | 9           |                       |                       | 21    | 9     |
| 2006-2007             | ASJ Soyaux            | Division 1            | 21          | 8           |                       |                       | 21    | 8     |
| Sous-total            | Sous-total            | Sous-total            | 75          | 46          | 1                     | 1                     | 76    | 47    |
| 2007-2008             | FCF Hénin-Beaumont    | Division 1            | 14          | 5           | 1                     | 1                     | 15    | 6     |
| 2008-2009             | FCF Hénin-Beaumont    | Division 1            | 20          | 13          | 1                     | 0                     | 21    | 13    |
| 2009-2010             | FCF Hénin-Beaumont    | Division 3            | 5           | 2           |                       |                       | 5     | 2     |
| Sous-total            | Sous-total            | Sous-total            | 39          | 20          | 2                     | 1                     | 41    | 21    |
| 2009-2010             | ASJ Soyaux            | Division 1            | 8           | 2           | 2                     | 2                     | 10    | 4     |
| 2010-2011             | ASJ Soyaux            | Division 2            | 11          | 6           |                       |                       | 11    | 6     |
| 2011-2012             | ASJ Soyaux            | Division 1            | 21          | 5           | 1                     | 0                     | 22    | 5     |
| Sous-total            | Sous-total            | Sous-total            | 40          | 13          | 3                     | 2                     | 43    | 15    |
| Total sur la carrière | Total sur la carrière | Total sur la carrière | 170         | 85          | 6                     | 4                     | 176   | 89    |

### En sélection
https://www.fff.fr/equipe-nationale/joueur/8120-herbert-candie/fiche.html
| Sélection | Année | Statistiques | Statistiques |
| Sélection | Année | Matchs       | Buts         |
| --------- | ----- | ------------ | ------------ |
| France    | 1994  | 2            | 0            |
| France    | 1995  | 4            | 0            |
| France    | 1996  | 0            | 0            |
| France    | 1997  | 10           | 0            |
| France    | 1998  | 5            | 1            |
| France    | 1999  | 6            | 0            |
| France    | 2000  | 6            | 2            |
| France    | 2001  | 12           | 1            |
| France    | 2002  | 8            | 0            |
| France    | 2003  | 5            | 1            |
| France    | 2004  | 3            | 1            |
| France    | 2005  | 4            | 0            |
| France    | 2006  | 0            | 0            |
| France    | 2007  | 0            | 0            |
| France    | 2008  | 3            | 2            |
| France    | 2009  | 12           | 3            |
| France    | 2010  | 3            | 0            |
| Total     | Total | 83           | 11           |